# Rzędzów
Rzędzów est une localité polonaise de la voïvodie et du powiat d'Opole.
En 2021, la localité comptait 327 habitants.

## Nom de la localité
Dans une liste alphabétique des localités de Silésie publiée en 1830 à Wrocław par Johann Knie, le village apparaît sous le nom polonais de Rzendzow et le nom allemand de Friedrichsfelde.